# Андреа Англини
Андреа Агини Ломбарди (на италиански: Andrea Aghini Lombardi) е италиански рали пилот, състезател в Световния рали шампионат от 1986 до 2000 г.
Роден е на 29 декември 1963 г. в Ливорно, Италия. Започва кариерата си през 1985 година, като първото му състезание е за градското рали на Пистоля и се състезава с автомобил Пежо 205 GTI 1.6. Състезава се за Ланча в периода от 1991 г. до 1993 г. Спортните му автомобили са Ланча Делта HF Integrale 16V. На кръг от Световния шампионат през 1992 г. печели първо място на Рали Санремо – Рали Италия. Негов навигатор е Фарночиа Сауро.